# 6月25日
6月25日是阳历一年中的第176天（闰年中第177天），离一年的终结还有189天。

## 大事记

### 19世紀以前
- 1140年：金朝军队攻入顺昌。
- 1501年：教宗亞歷山大六世宣布路易十二为那不勒斯国王。
- 1530年：信義宗信徒在奧格斯堡議會上向神聖羅馬皇帝查理五世呈遞《奧格斯堡信條》。
- 1658年：英法联军在敦刻尔克击溃西班牙。
- 1788年：维吉尼亚政府正式签署美国宪法，成为美国第十个州。

### 19世紀
- 1843年：法国开始制造历史上第一批用以商业贩售的香烟。
- 1866年：左宗棠奏设船政学堂于福建，为中國最早的海军学校。
- 1876年：坐牛和瘋馬率領美國原住民蘇族在小大角戰役殲滅喬治·卡斯特的美國陸軍第7騎兵團。
- 1900年：道士王圆箓於莫高窟第16窟側壁密室發現藏經洞，內藏經卷、文物、美術品、古籍、佛器達五萬餘件。

### 20世紀
- 1938年：在《爱尔兰宪法》生效后，爱尔兰大学教授德格拉斯·海德正式就任首届爱尔兰总统。
- 1940年：意法停战协议和德法停战协议生效。法国正式败降。
- 1941年：第二次世界大戰：苏联空军对芬兰境内的德国军队发动空袭，芬兰政府随即向苏联宣战。
- 1942年：英军出动一千架飞机轰炸不来梅。
- 1945年：美国旧金山举行《联合国宪章》制定会议，51国签订《联合国宪章》。
- 1947年：中華民國政府发布通缉令，缉拿毛泽东。
- 1950年：朝鲜人民军以反击挑衅为理由越过38度线向南韩发动突袭，朝鲜战争爆发。
- 1950年：聯合國安全理事會通過第82號決議，譴責北韓入侵南韓。
- 1951年：美国哥伦比亚广播公司开始播映世界上第一个彩色电视节目。
- 1953年：日本九州发生罕見暴雨，造成759人死亡，2,775人受傷。
- 1975年：非洲国家莫桑比克独立。
- 1978年：代表同志驕傲的彩虹旗首次在舊金山同志驕傲大遊行中飄揚。
- 1978年：阿根廷赢得了1978年世界盃足球賽的冠军。
- 1982年：载有2名苏联和1名法国宇航员的“联盟－T6”号与轨道科研联合体“礼炮－7”号，“联盟T－5”号实现对接[來源請求][1]。
- 1984年：強烈熱帶風暴雲茵以高速西移的路徑吹襲香港，並令皇家香港天文台懸掛八號風球。同時由於雲茵的高速度，香港的烈風很快便消退，因此八號風球也只懸掛了兩小時四十分鐘，是有紀錄以來最短的八號風球。[2][3][4]
- 1984年：欧洲共同体会议召开。
- 1991年：克罗地亚和斯洛文尼亚各自宣布脱离南斯拉夫独立，随后引发长期的南斯拉夫内战。
- 1993年：金·坎贝尔当选为加拿大進步保守黨领袖，并成为加拿大首位女总理。
- 1996年：沙特阿拉伯美军基地发生恐怖袭击事件（英语：Khobar Towers bombing），20人死亡，372人受傷。
- 1998年：美国微软公司正式发行16位和32位混合的Windows 98图形操作系统。

### 21世紀
- 2006年：以色列士兵吉拉德·沙利特於凱里姆沙洛姆遇襲、遭綁為人質，一直到2011年才被哈馬斯釋放。
- 2009年：流行音樂之王麥可·傑克遜因在相隔過短時間內注射丙泊酚和苯二氮平類而藥物中毒導致心臟驟停，在美國當地時間下午2點26分宣告不治而與世長辭，終年50歲。
- 2016年：中国海南文昌航天发射场正式啟用執行首次發射任務，中国航天科技集团研製的长征七号运载火箭首飛發射升空，成功將載荷組合體送入預定軌道。
- 2016年：香港在副熱帶高壓脊的支配下，天文台最高氣溫升至35.5度，是自一八八四年有記錄以來6月份的第二最高紀錄。另外，天文台於6月24日至27日連續四日的最高氣溫皆為35.0度以上，打破了1963年5月30日至6月1日連續三日的舊紀錄。
- 2021年：中国河南，凌晨3时许，商丘市柘城县远襄镇某武术馆发生重大火灾事故，造成18人死亡、4人重伤、12人轻伤。
- 2024年：嫦娥六號成功返回地球，並帶回首批月球背面樣本。

## 出生
- 1109年：阿方索一世，葡萄牙國王（1185年逝世）
- 1852年：安东尼·高迪，西班牙建筑家，雕刻家（1926年逝世）
- 1864年：瓦爾特·能斯特，德國化學家，1920年諾貝爾化學獎得主（1941年逝世）
- 1892年 :  石井四郎，日本陆军将领(1959年逝世)
- 1899年：瑪格麗特，瑞典公主和丹麦王妃（1977年逝世）
- 1903年：乔治·奥威尔，英國作家（1950年逝世）
- 1908年：威拉德·范奧曼·蒯因，美國哲學家、邏輯學家（2000年逝世）
- 1917年 :  池际尚，中国岩石地质学家出生。
- 1918年：黃仁宇，中國历史学家（2000年逝世）
- 1924年：邓稼先，中国核物理学家（1986年逝世）
- 1924年：薛尼·盧梅，美國電影導演（2011年逝世）
- 1928年：阿列克谢·阿布里科索夫，俄罗斯物理學家，2003年诺贝尔物理学奖得主（2017年逝世）
- 1929年：托馬斯·埃斯納，德裔美國昆蟲學家、生態學家（2011年逝世）
- 1929年：艾瑞·卡爾，美國設計師、插畫家、兒童繪本作家和兒童文學作家（2021年逝世）
- 1933年：阿爾瓦羅·西塞·維埃拉，葡萄牙建築師
- 1936年：優素福·哈比比，印尼政治人物，第3任印尼總統（2019年逝世）
- 1936年：老罗伯特·唐尼，美國導演、製片人、編劇、攝影師、演員（2021年逝世）
- 1937年：小渊惠三，日本政治人物，第84任內閣總理大臣（2000年逝世）
- 1937年：纳瓦夫·艾哈迈德·贾比尔·萨巴赫，科威特科威特埃米爾（2023年逝世）
- 1942年：威利斯·瑞德，美國NBA職業籃球運動員（2023年逝世）
- 1942年：阿納托利·布戈爾斯基，蘇聯物理學家，在被粒子加速器射出的質子束擊中頭部後倖存下來
- 1946年：罗密欧·达莱尔，加拿大国会上议院议員、人道主义者、作家、退休将军。
- 1948年：澤田研二，日本歌手
- 1949年：布麗吉特·比爾萊因，奧地利法官、政治人物，前任奧地利總理（2024年逝世）
- 1950年：張家祝，臺灣當代運輸工程界學者
- 1956年：安東尼·波登，美國厨師、電視主持人（2018年逝世）
- 1961年：瑞奇·賈維斯，英國喜劇演員、演員、導演、製作人、編劇、音樂家
- 1963年：乔治·迈克尔，英國歌手（2016年逝世）
- 1963年：揚·馬特爾，加拿大作家
- 1964年：路学长，中國導演（2014年逝世）
- 1965年：韋家雄，香港演員
- 1965年：克里斯·賴特，美國政治人物，現任美國能源部長
- 1966年：迪肯貝·穆湯波，美國NBA前職業籃球運動員（2024年逝世）
- 1974年：卡麗詩瑪·卡浦爾，印度演員
- 1975年：琳達·卡迪林尼，美國女演員
- 1975年 :  邱健，中国男子射击运动员
- 1976年：林美秀，臺灣配音員
- 1976年：劉謙，臺灣魔術師
- 1976年：渡邊祥智，日本漫画家
- 1976年：加文·威廉姆森，英國政治人物，現任英國國會議員
- 1976年 :  尼尔·沃克，美国男子游泳运动员
- 1977年：左小青，中國演員
- 1979年：周洪，美國女演員
- 1979年：紫兒·高爾，美國時裝模特兒
- 1979年：威斯頓·科夫·阿保，加納裔香港足球運動員
- 1981年：李亮瑾，台灣演員
- 1981年：驹野友一，日本足球運動員
- 1982年：蘇心甯，台灣女藝人
- 1982年：鄭智薰，韓國歌手、演員
- 1982年：米哈伊爾·尤日尼，俄羅斯網球運動員
- 1982年：阿拉·胡贝尔，巴林足球运动员
- 1984年：賴銘偉，台灣歌手
- 1984年：尹子龍，香港電台主持
- 1986年：王晴，台灣演員
- 1986年：松浦亚弥，日本歌手
- 1987年：藤谷太輔，日本歌手、演員
- 1987年：岸本早未，日本女歌手
- 1987年 : Namori，日本女性漫画家
- 1989年：付夢妮，中國女歌手、演員、模特兒
- 1990年：許芯悅，香港女模特、演員
- 1990年：貝莉莓，台灣Cosplayer、遊戲實況主、YouTuber
- 1990年：真木駿一，日本男性聲優
- 1991年：董梓甯，台灣女藝人
- 1991年：濱尾京介，日本演員
- 1991年：程人富，香港演員、主持人、藝人
- 1992年：吳紫韻，香港女模特、演員
- 1992年：習明澤，中國共產黨總書記習近平的女兒
- 1993年：篠崎泫，台灣女藝人
- 1994年：張若凡，台灣女歌手
- 1994年：麻倉桃，日本女性聲優
- 1995年：梁逸峰，香港中文科教師、業餘朗誦家
- 1997年：鄭乃馨，中國女子偶像團體硬糖少女303成員
- 1998年：凱爾·查默斯，澳大利亞男子游泳運動員
- 2000年：金勢泫，韓國男子偶像團體DKZ成員
- 2001年：平手友梨奈，日本偶像團體欅坂46成員
- 2001年：明炯瑞，韓國女子Busters前成員，現為CLASS:y成員
- 2006年：麥肯娜·葛瑞絲，美國女演員

## 逝世
- 635年：唐高祖李渊，唐朝开国皇帝（566年出生）
- 1031年：辽圣宗耶律隆绪，辽朝及契丹皇帝（972年出生）
- 1671年：喬瓦尼·巴蒂斯塔·里喬利，義大利天文學家、耶穌會天主教神父（1598年出生）
- 1767年：格奥尔格·菲利普·泰勒曼，德國作曲家（1681年出生）
- 1822年：E·T·A·霍夫曼，德國浪漫主義作家、法學家、作曲家、音樂評論人（1776年出生）
- 1864年：威廉一世，符騰堡國王（1781年出生）
- 1866年：亞歷山大·馮·諾德曼，芬蘭生物學家（1803年出生）
- 1876年：喬治·阿姆斯壯·卡斯特，美國陸軍軍官（1839年出生）
- 1912年：勞倫斯·阿爾瑪-塔德瑪，英國畫家（1836年出生）
- 1916年：湯姆·艾金斯，美国畫家、攝影家（1844年出生）
- 1930年：詹姆斯·K·瓦达曼，美国密西西比州州长及联邦参议员（1861年出生）
- 1940年：佐藤乾，日本醫生（1861年出生）
- 1956年：歐尼斯特·金，美國海軍五星上將（1878年出生）
- 1960年：沃尔特·巴德，德国天文学家（1893年出生）
- 1965年：贝蒂尔·林德布拉德，瑞典天文学家，银河系结构和星系动力学方面的先驱（1895年出生）
- 1966年：理查德·萨瑟兰，美國陸軍中將（1893年出生）
- 1973年：荒勝文策，高能物理學家，在臺北帝國大學物理學講座做出亚洲第一次人工撞擊原子核實驗。（1890年出生）
- 1984年：，法國哲學家、思想史學家、社會理論家、語言學家、文學評論家、性學家（1926年出生）
- 1985年：辛志平，臺灣教育家（1912年出生）
- 1993年：刘开渠，中国雕塑家（1904年出生）
- 1997年：雅克-伊夫·庫斯托，法國海軍軍官、探險家、生態學家、電影製片人、攝影家、作家、海洋及海洋生物研究者（1910年出生）
- 1999年：佛瑞德·川普，美國房地產開發者（1905年出生）
- 2003年：顾诚，中国历史学家（1934年出生）
- 2009年：法拉·佛西，美國女演員。（1947年出生）
- 2009年：，美國流行音樂歌手、作曲家、唱片製作人、舞蹈家、演員、慈善家（1958年出生）
- 2013年：劉家良，香港電影武打明星（1934年出生）
- 2019年：徐中玉，中國教育家（1915年出生）[5]
- 2023年：約翰·B·古迪納夫，美國固體物理學家，2019年諾貝爾化學獎得主（1922年出生）
- 2025年：蔡瀾，香港制片人、作家、食家（1941年出生）[6]

## 节假日和习俗
- 世界白癜風日
- 中华人民共和国：全国土地日
- ：祖国解放纪念日
- 莫桑比克：獨立日
- 斯洛維尼亞：建國日
- ：教師節
- ：獨立日